# Real Estelí B
El Real Estelí B es un club de fútbol nicaragüense de la ciudad de Estelí en el departamento homónimo. Fue fundado en 2010 con el nombre Real Estelí B con el propósito de contar como un equipo filial sub-23 del Real Estelí FC, equipo que juega en la Primera División, y actualmente juega en la Segunda División de Nicaragua.

## Palmarés
Segunda División de Nicaragua: (1)
- Campeón Clausura 2013
- Subcampeón Nacional en 2013

- Datos: Q30911225